# Neelix
Neelix (ˈniːlᵻks) és un personatge de la sèrie de televisió de ciència-ficció Star Trek: Voyager, interpretat per l'actor Ethan Phillips des del començament de la sèrie. Neelix és un alienígena natiu de l'altre costat de la galàxia, que s'uneix a la tripulació de la nau estel·lar USS Voyager de la Federació Unida de Planetes després que sigui capturada i llançada al Quadrant Delta per una misteriosa ona de xoc. Serveix com a cuiner, oficial de moral i eventualment ambaixador de la tripulació.

## Càsting
Neelix va ser interpretat per l'actor Ethan Phillips. Phillips té un màster en belles arts de la Universitat Cornell i va començar a actuar en espectacles de Broadway.

## Biografia
El personatge de Neelix és de Rinax, una lluna del planeta Talax, situada al quadrant Delta de la representació fictícia de la galàxia Via Làctia de la sèrie. Tota la seva família va morir en un conflicte amb la raça haakoniana.
Neelix va ser presentat a "El Guardià", l'episodi pilot en dues parts de la sèrie, on va ser rescatat juntament amb el seu amant ocampa Kes per la tripulació de la Voyager. Anteriorment comerciant espacial, Neelix afirma la seva familiaritat amb el Quadrant Delta i es nomena cuiner de la nau. Més tard, obté els títols d'oficial de moral i ambaixador en cap. Quan Naomi Wildman es converteix en el primer nadó nascut a bord de la Voyager, la seva mare Samantha nomena Neelix padrí de la seva filla.
Neelix abandona la sèrie a l'episodi 23 de la setena temporada "Homestead". La nau es troba amb una colònia de talaxians, els últims de la seva espècie que probablement veurà a mesura que la nau viatja més lluny de casa seva, i decideix quedar-se amb ells. El personatge torna amb un cameo al final de la sèrie, "Endgame".

## The Star Trek Cookbook
El personatge de Neelix també és el personatge central de The Star Trek Cookbook, publicat per Pocket Books/Star Trek; 1a edició (1 de gener de 1999; ISBN 978-0671000226) per Ethan Phillips i William J. Birnes. El llibre de cuina inclou contribucions d'actors de Star Trek de diverses sèries i pel·lícules, ja que el cuiner de l'USS Voyager explica la tasca eclèctica d'alimentar els seus 140 membres de la tripulació. El llibre de receptes també inclou una guia fictícia per preparar les begudes que es serveixen a Quark's.
El llibre de cuina té receptes reals que sovint porten noms d'àpats extraterrestres de l'univers Star Trek, però preparades amb ingredients tradicionals de la vida real. També hi ha una secció que tracta de com es feien els accessoris de menjar per a la sèrie de televisió d'Alan Simms.

## Recepció
El 2018, The Wrap va classificar Neelix com el quart pitjor personatge de Star Trek en general (de 39 personatges principals), però va destacar el seu optimisme i humor. El 2016, el personatge va ser classificat com el 62è personatge més important al servei de Flota Estel·lar dins de l'univers de ciència-ficció Star Trek (de 100 personatges) per Wired.
El 2019, TMZ va recordar Neelix com el "xef, navegant i ambaixador súper amable" de Star Trek: Voyager.
El 2020, SyFy va considerar que Neelix tenia dificultats per aconseguir bones arguments en comparació amb els altres personatges, amb l'excepció de "Espiral mortal", que van classificar com el 12è millor episodi de Star Trek: Voyager.
El 2021, The Digital Fix va considerar que "Tracte just" era un intent de desenvolupar el personatge de Neelix, que segons ells té una "crisi de propòsit" en aquest episodi.
Alguns comentaristes van considerar que la Kes era massa jove per sortir amb la Neelix. Segons Juliette Harrisson de Den of Geek la diferència d'edat va ser criticada amb freqüència en línia. L'autora de ciència-ficció Sylvia Spruck Wrigley va interpretar que Kes estava passant per la pubertat a "Elògium", assenyalant que planteja preguntes sobre si Neelix començava una relació amb una noia prepúber. Harrisson i Jonathan Storm de The Philadelphia Inquirer van escriure que la diferència d'edat es podria racionalitzar, ja que Kes i Neelix són extraterrestres amb una biologia diferent a la dels humans.